# العلاقات الآيسلندية الكينية
العلاقات الآيسلندية الكينية هي العلاقات الثنائية التي تجمع بين آيسلندا وكينيا.

## مقارنة بين البلدين
هذه مقارنة عامة ومرجعية للدولتين:
| وجه المقارنة                                              | آيسلندا          | كينيا                         |
| --------------------------------------------------------- | ---------------- | ----------------------------- |
| المساحة (كم2)                                             | 103.00 ألف       | 581.31 ألف                    |
| عدد السكان (نسمة)                                         | 317.35 ألف       | 48.47 مليون                   |
| الكثافة السكانية (ن./كم²)                                 | 3.08             | 83.38                         |
| العاصمة                                                   | ريكيافيك         | نيروبي                        |
| اللغة الرسمية                                             | اللغة الآيسلندية | اللغة السواحلية، لغة إنجليزية |
| العملة                                                    | كرونة آيسلندية   | شيلينغ كيني                   |
| الناتج المحلي الإجمالي (بليون دولار)                      | 23.91 مليار      | 74.94 مليار                   |
| الناتج المحلي الإجمالي (تعادل القوة الشرائية) بليون دولار | 15.79 مليار      | 142.24 مليار                  |
| الناتج المحلي الإجمالي الاسمي للفرد دولار أمريكي          | 50.17 ألف        | 1.38 ألف                      |
| الناتج المحلي الإجمالي للفرد دولار أمريكي                 | 46.55 ألف        | 2.95 ألف                      |
| مؤشر التنمية البشرية                                      | 0.899            | 0.548                         |
| رمز المكالمات الدولي                                      | +354             | +254                          |
| رمز الإنترنت                                              | .is              | .ke                           |
| المنطقة الزمنية                                           | 00، أوروبا/لندن ‏ | ت ع م+03:00                   |

## منظمات دولية مشتركة
يشترك البلدان في عضوية مجموعة من المنظمات الدولية، منها:
| علم المنظمة | اسم المنظمة                               | تاريخ انضمام آيسلندا | تاريخ انضمام كينيا |
| ----------- | ----------------------------------------- | -------------------- | ------------------ |
|             | مؤسسة التنمية الدولية                     | 19 مايو 1961         | 3 فبراير 1964      |
|             | يونسكو                                    | 8 يونيو 1964         | 7 أبريل 1964       |
|             | وكالة ضمان الاستثمار متعدد الأطراف        | 25 سبتمبر 1998       | 28 نوفمبر 1988     |
|             | الأمم المتحدة                             | 19 نوفمبر 1946       | 16 ديسمبر 1963     |
|             | الفريق المعني برصد الأرض                  | ?                    | ?                  |
|             | الاتحاد البريدي العالمي                   | ?                    | ?                  |
|             | البنك الدولي للإنشاء والتعمير             | 27 ديسمبر 1945       | 3 فبراير 1964      |
|             | الاتحاد الدولي للاتصالات                  | 1 أكتوبر 1906        | 11 أبريل 1964      |
|             | منظمة حظر الأسلحة الكيميائية              | ?                    | ?                  |
|             | مؤسسة التمويل الدولية                     | 20 يوليو 1956        | 3 فبراير 1964      |
|             | المركز الدولي لتسوية المنازعات الاستشارية | 14 أكتوبر 1966       | 2 فبراير 1967      |
|             | منظمة التجارة العالمية                    | ?                    | 1995               |
|             | منظمة الشرطة الجنائية الدولية             | ?                    | ?                  |

## وصلات خارجية
- موقع وزارة الخارجية الآيسلندية
- موقع وزارة الخارجية الكينية